# 4月6日運動
4月6日運動（英語: 6th of April Youth Movement, アラビア語: حركة شباب 6 أبريل）は、2008年にエジプトで結成された若者グループ。現代表は、アムル・イブラヒーム・アリー。
アハマド・マーヘルとアハマド・サラーによって作られたこの組織は、2008年4月6日にフェイスブックを通じてストライキを呼び掛けた。これを支持した数は7万人に上り、マーヘルは当局に拘束された。さらに翌年にもマーヘルは再び拘束され、活動の停止を求められた。
彼らの主張する内容は、これまでムバーラク政権下で虐げられてきた労働者階級の地位向上と雇用創出、そして経済の活性化、ネポティズム（同族優遇）の廃止、言論の自由などである。エジプト革命では、1月25日のタハリール広場における大規模デモをフェイスブックを通じて呼び掛けた組織のひとつであり、政府側はチュニジアのジャスミン革命に鑑みて国内のネット回線を遮断した。
2011年10月27日には「アラブ世界の歴史的な変革に貢献した」ことが評価され、同組織幹部のアスマー・マフフーズがチュニジアのムハンマド・ブアジージーら4人とともにサハロフ賞を受賞した。
ムルシー政権が倒された2013年のクーデター後の2014年4月28日、カイロの裁判所により活動禁止の判決を下された。

## 注・出典
1. ↑  共同通信 (2011年10月29日). “サハロフ賞は「アラブの春」5人に授与 欧州議会”. 産経新聞 2011年11月7日閲覧。
2. ↑  工藤武人 (2011年10月29日). “「アラブの春」の５人にサハロフ賞…欧州議会”. 読売新聞 2011年11月7日閲覧。
3. ↑  “エジプト青年抗議集会「４月６日運動」への弾圧に”. しんぶん赤旗. (2014年5月2日) 2014年5月7日閲覧。